# Zaluzaniinae
Zaluzaniinae H. Rob., 1978 è una sottotribù di piante spermatofite dicotiledoni appartenenti alla famiglia Asteraceae (sottofamiglia Asteroideae, tribù Heliantheae).

## Etimologia
Il nome di questa sottotribù deriva dal suo genere tipo (Zaluzania Pers.) che a sua volta deriva probabilmente dal medico/botanico polacco Adam von Zaluziansky-Zaluzian (1558-1613).

Il nome della sottotribù è stato definito per la prima volta dal botanico Harold Ernest Robinson (1932-) nella pubblicazione "Phytologia; Designed to Expedite Botanical Publication. New York - 41(1): 44 " del 1978 .

## Descrizione
Le specie di questa sottotribù hanno un portamento erbaceo eretto con cicli biologici sia annuali che perenni. Sono presenti anche specie arbustive. L'altezza varia da 30 a 80 cm per le specie erbacee, e fino a 250 cm per gli arbusti.
Le foglie lungo il caule sono disposte in modo alterno e sono picciolate; nella maggior parte sono foglie basali. La lamina è a forma da deltata a cordata a ovata e priva di lobi (cioè intera), raramente è trilobata (palmata) o pennatifida; la superficie è trinervata e può essere ricoperta da ghiandole punteggiate.
Le infiorescenze si compongono di capolini terminali, discoidi o radiati, raccolti in cime panicolate o corimbiformi. I capolini sono formati da un involucro da campanulato a emisferico composto da diverse squame (o brattee) da 10 a 25 subuguali e disposte su 2 - 3 serie (con forme da lanceolate a lineari), al cui interno un ricettacolo fa da base ai fiori di due tipi: quelli esterni del raggio e quelli più interni del disco. Il ricettacolo è da convesso a conico ed è sempre provvisto di pagliette (a volte verdi e a volte tridentate) a protezione della base dei fiori.
I fiori sono tetraciclici (a cinque verticilli: calice – corolla – androceo – gineceo) e pentameri (ogni verticillo ha 5 elementi). I fiori del raggio, fino a 10 (a volte possono mancare), sono femminili e fertili con corolle gialle; le lamine sono percorse da 9 - 12 nervi più o meno marrone. I fiori del disco da 30 a 100, sono ermafroditi e fertili; le corolle sono gialle, pentamere e sono prive di fasci fibrosi vascolari.
L'androceo è formato da 5 stami con filamenti liberi e antere saldate in un manicotto circondante lo stilo.  Le antere sono provviste di appendici con tricomi ghiandolari.
Il gineceo ha un ovario uniloculare infero formato da due carpelli.. Lo stilo è unico e con due stigmi nella parte apicale; possiede inoltre due fasci vascolari. Le superfici stigmatiche degli stigmi sono fuse.
I frutti sono degli acheni con pappo. Gli acheni sono compressi, a sezione debolmente quadrata, obovata, talvolta asimmetrica con la parte adassiale da piatta a concava e la parte abassiale convessa; il colore è scuro. La superficie è glabra. Il pappo è assente (negli acheni dei fiori del disco) o raramente (negli acheni dei fiori del raggio) è formato da poche squamelle.

## Distribuzione e habitat
La distribuzione delle specie di questo gruppo è relativa al Messico e alle zone sud-ovest degli USA.

## Tassonomia
Dalla circoscrizione iniziale fatta da Robinson (1978) è stato escluso il genere Chromolepis Benth. ora incluso nella sottotribù Chromolepidinae Panero, 2005.

La sottotribù come è descritta attualmente comprende 2 generi e 11 specie.

| Genere                 | N. specie                | Distribuzione                      |
| ---------------------- | ------------------------ | ---------------------------------- |
| Zaluzania Pers., 1807  | 10 spp. (*)              | Messico e USA (zone del sud-ovest) |
| Hybridella Cass., 1817 | 1 sp. (H. globosa Cass.) | Messico                            |

(*) In uno studio recente sono state portate a 11 le specie di questo genere (nuova specie Zaluzania durangensis B.L. Turner).

Il numero cromosomico delle specie di questa sottotribù varia da 2n = 32 a 2n = 36.

I due generi della sottottribù si distinguono in base ai seguenti caratteri morfologici:
- Zaluzania: la lamina delle foglie è intera o al massimo trilobata, qualche volta i lobi sono sezionati; la pagliette del ricettacolo hanno una forma ovale; le antere sono colorate di giallo.
- Hybridella: le foglie sono profondamente sezionate a forma pennatifida; la pagliette del ricettacolo hanno una forma lineare; le antere sono colorate di nero.